# 普属盖尔登
普属盖尔登（荷蘭語：Pruisisch Gelre）是1713年普鲁士王国统治的盖尔登公国（荷兰语称海尔德）的一部分,首都是盖尔登。
到17世纪末，公国的上半部分是西屬南尼德蘭的一部分。在1713年西班牙王位继承战争期间的《乌得勒支条约》中，上半部分被荷兰共和国、奥地利和普鲁士瓜分。除了盖尔登，普属盖尔登的其他城镇还有霍斯特、芬赖和菲尔森，后者是被于利希公国包围的一块飞地。普属盖尔登是神圣罗马帝国下莱茵-威斯特法伦行政圈的一部分。
1794年，普鲁士古尔德斯被革命中的法国占领，后来并入法兰西第一帝国，成为鲁尔省的一部分。拿破仑战争后，盖尔登西部地区成为荷兰王国的一部分，而东部地区，如盖尔登和菲尔森，则成为普鲁士新建立的于利希-克莱沃-贝格省的一部分。在此之前，这些地区在语言和文化上都是荷兰的，很快就日耳曼化了。